# Parlementair onderzoek
Een parlementair onderzoek is een onderzoek rond een bepaald onderwerp en met een bepaalde opdracht, uitgevoerd door een parlementaire onderzoekscommissie, een tijdelijke commissie in een parlement.
- Parlementair onderzoek in België
- Parlementair onderzoek in Nederland
- Parlementair onderzoek in Frankrijk

Dit is niet te verwarren met openbaar onderzoek (gangbaar in België en Frankrijk): een procedure waarbij iedereen inzage krijgt in een document.